# Lota
Lota ist eine Hafenstadt im Süden Chiles in der Región del Bío-Bío.

## Geographie und Klima
Lota liegt rund 39 km südlich von Concepción und wenige Kilometer südlich von Coronel.
Die Hafenstadt liegt am Golf von Arauco und hat rund 43.427 Einwohner (Stand 2017). Die Stadtfläche beträgt 114,3 km². Bekannt ist die Stadt vor allem durch den Steinkohleabbau.
Die mittlere Jahrestemperatur liegt bei 12 °C und die jährliche Regenmenge bei 1235 mm.

## Geschichte
Die Gegend um Lota war um 1550 ein schwer umkämpftes Gebiet zwischen den Mapuche und den Spaniern. Francisco de Villagra versuchte 1554 von Concepción in die südlichen Gebiete vorzudringen. Am 23. Februar 1554 kam es zur Schlacht von Marigüeñu mit dem Anführer ( Toqui) der Mapuche Lautaro. Villagra geriet in einen Hinterhalt und musste sich durch Flucht aus der Umklammerung entziehen. Die Mapuche begannen danach mit massiven Angriffen auf die Festungen der Spanier. Viele Städte wurden komplett zerstört.
Die Festung Fuerte de Lota wurde am 12. Oktober 1662 von Gouverneur Ángel de Peredo, damals noch unter dem Namen Santa María de Guadalupe, gegründet. Der Stadtteil Lota Bajo wurde 1841 gegründet und Lota Alto 1849. 1864 wurde die „absolute Freiheit“ im Seehandel eingeführt. Dies behinderte den Aufbau der Industrie, war aber für ausländische Kaufleute interessant. 1875 erhielt Lota Stadtrechte. Die Brüder Bernard (genannt Baptiste), Pierre und Charles Duhart konnten mit der Firma Casa Duhart Hermanos, einer Import-Exportgesellschaft für Alkohol und Nahrungsmittel im Hafen von Lota, ein Vermögen verdienen. Das Château Lota in Ustaritz im französischen Baskenland erinnert noch heute an ihren Aufstieg.
Der Kohlebergbau führte im späten 19. und bis zum späten 20. Jahrhundert zu einem bedeutenden Bergbauboom im gesamten Gebiet namens „Cuenca del Carbón“. Dieses geografische Becken entspricht der zentralen Küstenzone der Region Biobío, die in der Nähe des Golfs von Arauco liegt. 1852 wurde das erste Kohlebergbauunternehmen der Stadt gegründet, das der Vorgänger der staatlichen Empresa Nacional del Carbón (Enacar) war, die nach 161 Jahren Produktion ihren Betrieb einstellte und 2013 mit der Liquidation begann.
1959 wurde in der Stadt der Radiosender Radio El Carbón gegründet, der als Vorgänger von Radio Bío-Bío gilt. Bei dem sehr schweren Erdbeben vom 21. Mai 1960 starben 18 Einwohner der Stadt. Vom Erdbeben im Februar 2010 war die Stadt besonders stark betroffen.

## Wirtschaft
Hauptindustriezweige der Stadt sind der Abbau von Steinkohle und der Hafen. Die Mine Mina Chiflón del Diablo entstand 1837.

## Tourismus
Lota besitzt zwei nationale Monumente. Die Festung Fuerte de Lota entstand ab 1662 und wurde 1865 im Spanisch-Südamerikanischen Krieg weiter ausgebaut. Das andere nationale Monument ist das erste Wasserkraftwerk Südamerikas von 1895. Das Central Hidroeléctrica Chivilingo wurde von der deutschen Firma Schuckert & Co. (heute Siemens) aufgebaut, um die 12 km entfernten Kohleminen mit Strom zu versorgen.
Der 12 Hektar große Park Parque de Lota bietet den Touristen Wälder und viele Tierarten. Zusätzlich gibt es eine Reihe Strände am Pazifik.

## Söhne und Töchter der Stadt
- Baldomero Lillo Figueroa (1867–1956), Schriftsteller, wurde in Lota geboren. Bekannt ist er insbesondere durch seine sozialkritischen Werke, die sich mit dem Leben der Kohlearbeiter beschäftigen.
- Adolfo Nef (* 1946), Fußballspieler
- Pedro Jaque (* 1963), Fußballspieler
- Luis Ceballos (* 1964), Fußballspieler
- Aníbal Carvallo (* 1990), Fußballspieler
- Luciano Arriagada (* 2002), Fußballspieler